# Lijst van weg- en veldkapellen in Boxtel
Dit is een onvolledige lijst van veldkapellen in de gemeente Boxtel. Kapelletjes komen vooral in het zuiden van Nederland voor en werden dikwijls gebouwd ter verering van een heilige.
| Kapel                               | Adres                        | Plaats           | Bouwperiode  | Architect   | Foto |
| ----------------------------------- | ---------------------------- | ---------------- | ------------ | ----------- | ---- |
| Onze-Lieve-Vrouw van Fatimakapel    | Prins Hendrikstraat          | Boxtel           | 1951         |             |      |
| Sint-Annakapel                      | Roond 2                      | Boxtel           | 1954         |             |      |
| Sint-Willibrorduskapel              | Kapelweg-De Luissel          | Boxtel           | 1940         |             |      |
| Kruiswegstaties                     | Processiepark, Centrum       | Boxtel           |              |             |      |
| Sint-Jozefkapel                     | Lennisheuvel-Armehoefstraat  | Lennisheuvel     | 2010         | Paul Simons |      |
| Mariakapel                          | Broekdijk                    | Liempde          | 1946 en 2005 |             |      |
| Mariakapel                          | Roderweg                     | Liempde          | 1990         |             |      |
| Onze-Lieve-Vrouw van Beauraingkapel | Hezelaarsestraat-Herschseweg | Liempde-Hezelaar | 1989         |             |      |
| Sint-Antonius Abtkapel              | Kasterensestraat-De Maai     | Liempde-Kasteren | 2001         |             |      |